# Gewond maar steeds overeind tegenover het onbegrijpelijke

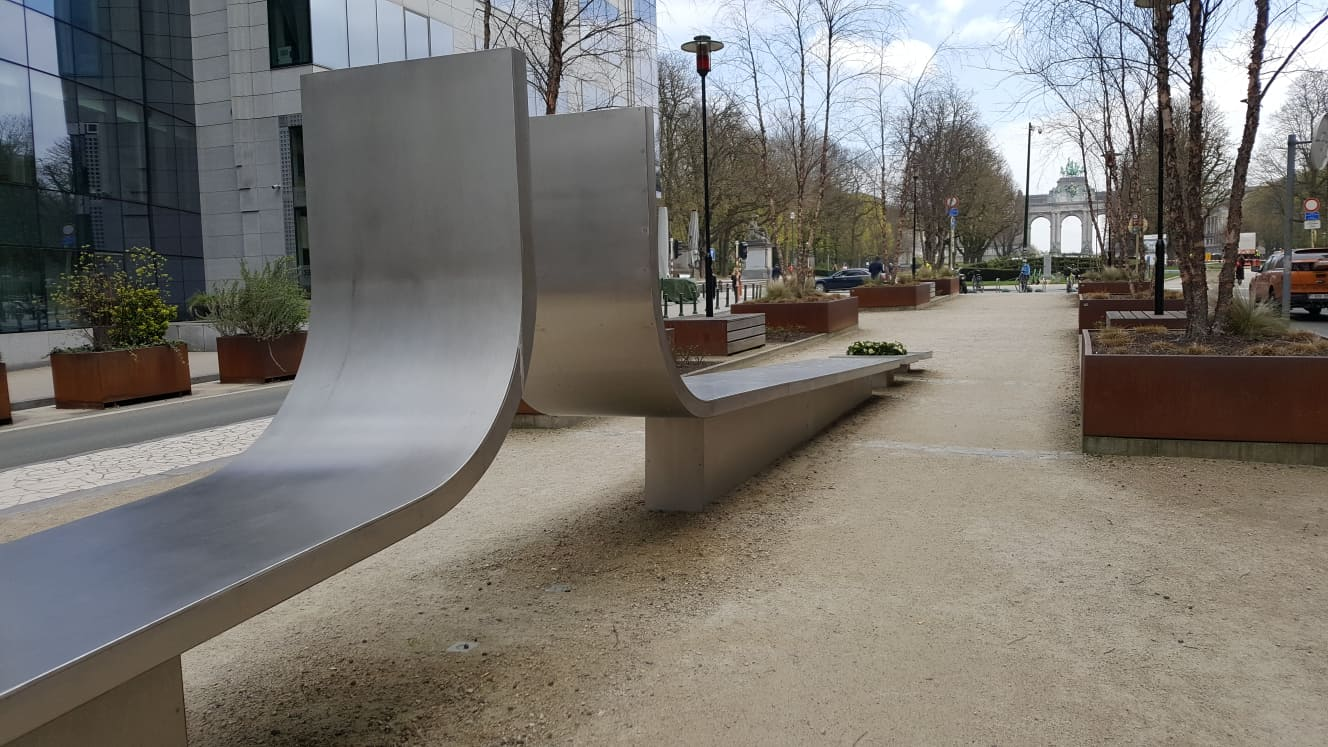
Het monument met op de achtergrond de triomfboog van het Jubelpark.

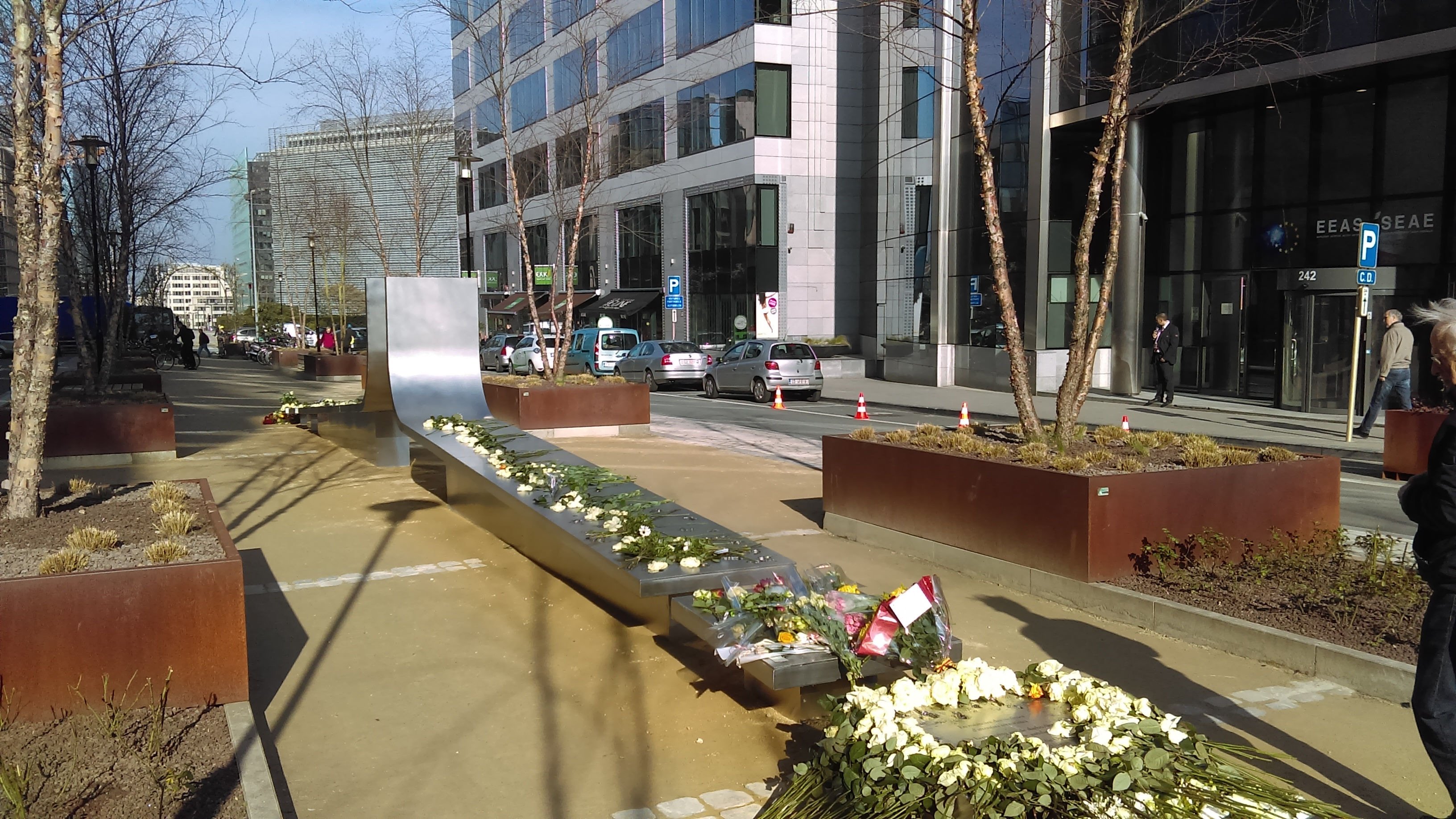
Het monument een dag na de inhuldiging ervan, 23 maart 2017.

Gewond maar steeds overeind tegenover het onbegrijpelijke (Frans: Blessés mais toujours debout face à l'inconcevable) is een herdenkingsmonument in de Wetstraat in Brussel ter herinnering aan de slachtoffers van de aanslagen in Brussel op 22 maart 2016. Het monument is een ontwerp van de Belgische kunstenaar Jean-Henri Compère en werd op 22 maart 2017 ingehuldigd door koning Filip van België.

## Beschrijving
Het monument is een ontwerp van Brusselaar Jean-Henri Compère werd vervaardigd in een atelier in Sainte-Cécile, in de Belgische provincie Luxemburg. Op 12 maart 2017, en dag voor de overbrenging ervan naar Brussel, werd het monument in het atelier voorgesteld aan de pers.
Het herdenkingsmonument weegt meer dan twee ton en bestaat uit twee roestvrije stalen platen van 20 meter lang en 2 meter hoog die tegenover elkaar liggen en naar elkaar toe krullend omhoog rijzen, maar elkaar net niet raken. De ruimte tussen beide platen toont dat er steeds plaats is voor hoop en dialoog, ondanks al het geweld. Op de platen werden ook krassen en inkepingen aangebracht. Deze staan symbool voor de littekens en diepe wonden die de aanslagen veroorzaakt hebben.
Het monument is gelegen in de Wetstraat in Brussel, in de naaste omgeving van het Jubelpark, de Europese Wijk en het metrostation Maalbeek, waar een van de twee aanslagen werd gepleegd.
Op 22 maart 2017, een jaar na de aanslagen, werd het monument ingehuldigd door koning Filip van België. De koning hield hierbij ook een toespraak. Ook slachtoffers, nabestaanden, hulpverleners, de federale regering en koningin Mathilde waren hierbij aanwezig. De inhuldiging werd bovendien live uitgezonden op de nationale televisiezenders.